# Euro en Estonie
- États membres de la zone euro : 20 pays (Allemagne, Autriche, Belgique, Chypre, Croatie, Espagne, Estonie, Finlande, France, Grèce, Irlande, Italie, Lettonie, Lituanie, Luxembourg, Malte, Pays-Bas, Portugal, Slovaquie, Slovénie)
- Micro-États non membres de l'UE utilisant l'euro avec l'accord de l'UE : 4 pays (Andorre, Monaco, Saint-Marin et Vatican)
- États non membres de l'UE qui ont adopté l'euro unilatéralement : 2 pays (Kosovo et Monténégro)
- États membres de l'Union européenne (UE) qui ont rejoint le MCE II : 1 pays (Bulgarie)
- État membre de l'UE faisant partie du MCE II mais qui est exempté de l'obligation de rejoindre la zone euro (Danemark).
- États membres de l'UE qui ont l'obligation  de rejoindre la zone euro : 5 pays (Hongrie, Pologne, Roumanie, Suède et Tchéquie)

L'introduction de l'euro en Estonie a eu lieu le 1er janvier 2011, conformément à l’obligation pour l’Estonie de rejoindre la zone euro qui découlait du traité d'adhésion adopté le 16 avril 2003 et entré en vigueur le 1er mai 2004, rejoignant ainsi les autres pays ayant adopté l’euro comme monnaie commune.
L'utilisation des billets et pièces entre en vigueur le 1er janvier 2008. L'adhésion de l’Estonie à l’Union européenne remonte au 1er mai 2004. Avant l’adoption de l’euro, la monnaie chypriote était la couronne estonienne.

## Historique
L’Estonie adhère au Mécanisme de taux de change européen (MCE II) le 28 juin 2004.
Elle avait initialement prévu de rejoindre la zone euro au 1er janvier 2007, avant de reporter l'adhésion à 2008 puis 2011. 
La Commission européenne, dans son rapport de convergence publié le 12 mai 2010, conclut que l’Estonie rempli les conditions pour rejoindre l'euro et recommande l'accession du pays à la zone euro à partir du 1er janvier 2011.
Le 8 juin 2010, les ministres des finances de l'UE ont autorisé l'Estonie à adopter l'euro le 1er janvier 2011. Le 13 juillet 2010, c’est au tour du Conseil ECOFIN de donner son feu vert et le taux de conversion est fixé à 15,6466 couronnes pour un euro.

## Critères de convergence
Le traité de Maastricht prévoit initialement que tous les membres de l'Union européenne devront rejoindre la zone euro une fois les critères de convergence remplis.
|                                                                     | Critères de convergence | Critères de convergence | Critères de convergence | Critères de convergence | Critères de convergence     |
|                                                                     | Inflation               | Finances publiques      | Finances publiques      | Membre du MCE II        | Taux d'intérêt à long terme |
| Déficit budgétaire annuel au PIB                                    | Inflation               | Dette publique au PIB   |                         | Membre du MCE II        | Taux d'intérêt à long terme |
| ------------------------------------------------------------------- | ----------------------- | ----------------------- | ----------------------- | ----------------------- | --------------------------- |
| Valeur de référence                                                 | max 1 %                 | max 3 %                 | max 60 %                | min 2 ans               | max 6 %                     |
| Estonie                                                             | -0,7 % (2010)           | 2,4 % (2010)            | 9,6 % (2010)            | depuis le 28 juin 2004  | non disponible              |
| Notes : 1. 2. Légende : - Critère satisfait - Critère non satisfait |                         |                         |                         |                         |                             |

## Adhésion à la zone euro
La couronne estonienne (code ISO 4217 : EEK) devient une subdivision de la nouvelle monnaie européenne, l'euro (code EUR), le 1er janvier 2011, à raison de 1 EUR = 15,646 6 EEK.
À la suite de l’introduction des billets et des pièces en euro,  une période transitoire du 1er janvier 2011 au 14 janvier 2011 a été instaurée en Estonie, durant laquelle la couronne estonienne et l’euro ont circulé simultanément. Cette phase de double circulation a pris fin le 15 janvier 2011, date à laquelle l’euro est devenu la seule monnaie ayant cours légal dans le pays.
Les billets et pièces restent toutefois échangeables à la Banque d'Estonie sans limite de temps.

## Billets et pièces
La période de préalimentation des pièces en euros commence le 15 septembre 2010 et celle des billets le 15 novembre 2010, en même temps que la mise à disposition du grand public des kit de pièces en euros.
À compter de décembre 2010 au plus tard, les clients ont pu échanger leurs billets en couronnes estoniennes contre des euros, sans frais, dans les banques. Il a été possible d’échanger les billets et pièces en couronnes estoniennes du 1er janvier 2011 au 30 juin 2011 dans toutes les banques fournissant des services de caisse, et jusqu’au 31 décembre 2011 dans un nombre limité d’agences.

### Référénces
1. ↑  Rapport de convergence du 12 mai 2010, publié par la Banque centrale européenne.
2. ↑  Rapports de convergence sur les États membres pour remplir les conditions requises à l'adoption de la monnaie unique.
3. ↑  « Taux de change couronne estonienne en euro » (consulté le 4 août 2025)
4. ↑  (en) « Estonia and the euro »
5. ↑  (en) « Échange de couronne estonienne en euro » (consulté le 4 août 2025)
6. ↑  « Les étapes du basculement à l’euro fiduciaire »